# Théodore Aubanel
Théodore Aubanel rozený Joseph Marie Jean Baptiste Théodore Aubanel (26. března 1829 Avignon – 2. listopadu 1886 Avignon) byl francouzský tiskař, nakladatel, spisovatel, básník a dramatik provensálského okcitánského jazyka.

## Životopis
Narodil se v rodině tiskařů, rodiče byli Laurent-Joseph Aubanel (1784–1854) a Marie-Suzanne Seyssau (1787–1857) z Monteux. Théodore Aubanel měl sestru Marii-Thérèse Vaison (1814–1883) a dva bratry: malíře Josepha (1816–1879) a Charlese (1827–1880), kteří s ním převzali vedení tiskárny po svém otci.
Studoval na katolické škole v Aix-en-Provence. V roce 1850 se setkal s Jenny Manivet, známou jako „Zani“. Oba zamilovaní, mladí lidé si nedokázali navzájem vyznat lásku, mladá dívka vstoupila do řádu Filles de la Charité jako sestra Clémentine a odjela do Paříže (hôpital Necker), poté do Galatz v Rumunsku.
Dne 21. května 1854 bylo založeno literární a kulturní sdružení Félibrige v Château de Font-Ségugne sedmi mladými provensálskými básníky: Théodorem Aubanelem, Jeanem Brunetem, Paulem Giérou, Anselmem Mathieuem, Frédéricem Mistralem, Josephem Roumanillem a Alphonsem Tavanem. Společně se snažili obnovit provensálský jazyk a kodifikovat jeho pravopis.
Aubanel byl z nich "nejhlubším a nejzoufalejším" básníkem. V roce 1860 vydal La mióugrano entre duberto (Napůl otevřené granátové jablko), které se setkalo s nadšeným přijetím ze strany literárního světa a ve kterém opěvoval svou lásku k Zani. Dílo se však dostalo na černou listinu tradicionalistických katolíků z Avignonu a ohrozilo rodinnou tiskárnu spojenou s avignonskou arcidiecézí.
V dubnu 1861 se oženil s Joséphine Mazen z Vaison-la-Romaine, sestrou manželky svého bratra Charlese, se kterou měl jediného syna Jeana (1865–1942). Théodore našel životní štěstí, od té doby nevydával všechna svá díla a spokojil se s tím, že si nechal vytisknout ta nejdůležitější. Měl blízký vztah se Stéphanem Mallarmém, se kterým si dopisoval, měl také blízko k Augustu Villiers de L'Isle-Adamovi.
Nedorozumění s Josephem Roumanillem v roce 1878, kdy bylo sdružení Félibrige některými novinami obviněno z politického separatismu (a federalismu), což ho od roku 1880 drželo od sdružení stranou. V roce 1885 urychlilo Théodorův konec vydání sbírky, otevřeně smyslné, Li fiho d' Avignoun (The Girls of Avignon), kdy byl napaden "zbožným prostředím" a obviňován arcibiskupem z Avignonu. Odešel do Villeneuve-lez-Avignon, zemřel na mrtvici 31. října 1886. Byl pohřben na hřbitově Saint-Véran v Avignonu.
Byl rytířem Čestné legie.

## Dílo
S Roumanillem a Mistralem byl Aubanel jedním ze tří pilířů Félibrige. Ke dvěma básnickým sbírkám vydaným za jeho života, La mióugrano entre duberto  a Li fiho d'Avignoun, patří veršované drama Lou pan dòu pecat, uvedené v r. 1878, stejně jako posmrtná díla, jako byla sbírka básní Lou Rèire-Soulèu vydaná v roce 1899 a dvě dramata: Lou raubatòri vydané v roce 1928 a Lou pastre vydané v roce 1946 nakladatelstvím l'Intercontinentale d'édition s 16 původními litografiemi André Jordana.
Jeho kompletní dílo vydává Aubanel house v Avignonu od roku 1960 do roku 1963. Texty a komentáře jsou založeny v 8 svazcích Clauda Liprandiho (1910–2002) s rejstříkem.
- (Occitan) Li Travaiadou, Avignon, impression de Libraire Aubanel, 1852, 3 p.
- (oc) (préface Frédéric Mistral) La Miuógrano Entre-Duberto: La Grenade entr'ouverte, Avignon, Roumanille, 1860, 324 p.
- (oc) Li Fianço de Mario emé Ludovi, Avignon, impr. de L. Aubanel, 1862
- (oc + Français) Théodore Aubanel et G.-F. Imbert (musique), Cantadisso a Petrarco pèr li fèsto prouvençalo dóu centenàri cinquen, Avignon, impr. de Aubanel frère, 1874, 4 p.
- (oc + fr) Li Fabre: Les forgerons, Montpellier, Société pour l'étude des langues romanes, 1876, 4 p.
- (oc)L'Oulivié: Remembranço de la felibrejado dou 22 de juliet de 1877, Avignon, impr. de L. Aubanel, 1877
- (oc) (préf. Alphonse Daudet) Lou Pan dóu pecat: dramo en cinq ate, en vers, representa pèr la premiero fes sus lou teatre de Mount-Pelié, lou 28 de mai 1878, Montpellier, impr. centralo dóu Miéjour, 1882, 99 p.
- (oc) Brinde a la pouesio, Avignon, impr. de L. Aubanel, 1878, 9 p.
- (oc) Brinde de Teodor Aubanel, sendi de Prouvènço, a la taulejado parisenco de la Cigalo, Avignon, impr. de L. Aubanel, 1878, 17 p.
- (oc) Discours de Teodor Aubanel: sendi de Prouvènco, prounouncia dins l'assemblado generalo de la Mantenènço, tengudo en Arles, lou 29 de désèmbre de 1878, Avignon, impr. de L. Aubanel, 1878, 21 p.
- (oc) Lou Libre de l'amour, Avignon, impr. de L. Aubanel, 1878
- (oc) Li noço de Clemenço Anrès e Bermound Mazen, au Barrous, lou 25 de nouvèmbre 1878, Avignon, impr. de L. Aubanel, 1878, 7 p.
- (oc) Lou Papo es mort, vivo lou Papo, Avignon, impr. de L. Aubanel, 1878
- (oc) Luno pleno: Pleine lune, Montpellier, impr. centrale du Midi, 1878
- (oc) La perlo, 1879
- (oc) Nouvelun: Renouveau, Montpellier, impr. centrale du Midi, 1882
- (oc) Lou Ventour: Le Ventoux, Avignon, impr. de Aubanel frères, 1882
- (oc) Lou Castelas: Le Ventoux, Montpellier, impr. centrale du Midi, 1884
- (traduit Paul Arène) Le pain du péché: drame provençal, 1888, 99 p.
- (oc + fr) (préf. Ludovic Legré) Li fiho d'Avignoun: Les filles d'Avignon, Paříž, A. Savine, 1891, 369 p.
- (oc) Le Soleil d'outre-tombe: recueil de poésies inédites, réunies et publiées par Ludovic Legré, Marseille, Aubertin et Rolle, 1899
- (oc + fr) L'Unenco: La Seule. À Madame E. Parrocel. Montpellier, impr. centrale du Midi, 3 p.

### V češtině
- Láska Aubanelova – Sigismund Bouška. Hranice: Prokop Zapletal, 1898[1]
- Štěstí – úvod František Sekanina; přeložil Jaroslav Pšenička; in: 1000 nejkrásnějších novel... č. 48. Praha: J. R. Vilímek, 1913